# Palneca
Palneca (korsisch Palleca) ist eine Gemeinde mit 133 Einwohnern (Stand: 1. Januar 2022) im französischen Département Corse-du-Sud auf der Mittelmeerinsel Korsika. Sie gehört zum Arrondissement Ajaccio und zum Kanton Taravo-Ornano. Die Bewohner werden Palnécais und Palnécaises genannt.

## Geografie
Das Siedlungsgebiet liegt durchschnittlich auf 900 Metern über dem Meeresspiegel und wird vom GR 20 des GR-Fernwanderwegenetzes passiert. Die angrenzenden Gemeinden sind Ghisoni im Norden, Isolaccio-di-Fiumorbo und San-Gavino-di-Fiumorbo im Osten, Cozzano im Süden, Ciamannacce im Westen sowie Bastelica im Nordwesten.

## Bevölkerungsentwicklung
| Jahr      | 1962 | 1968 | 1975 | 1982 | 1990 | 1999 | 2005 | 2012 | 2020 |
| --------- | ---- | ---- | ---- | ---- | ---- | ---- | ---- | ---- | ---- |
| Einwohner | 408  | 378  | 276  | 204  | 147  | 156  | 152  | 166  | 134  |

## Sehenswürdigkeiten
- Kapelle Saint-Antoine